# Nelsonville (Ohio)
Nelsonville é uma cidade localizada no estado norte-americano de Ohio, no Condado de Athens.

## Demografia
Segundo o censo norte-americano de 2000, a sua população era de 5230 habitantes.
Em 2006, foi estimada uma população de 5423, um aumento de 193 (3.7%).

## Geografia
De acordo com o United States Census Bureau tem uma área de
12,9 km², dos quais 12,9 km² cobertos por terra e 0,0 km² cobertos por água. Nelsonville localiza-se a aproximadamente 201 m acima do nível do mar.

## Localidades na vizinhança
O diagrama seguinte representa as localidades num raio de 16 km ao redor de Nelsonville.